# Riudaura

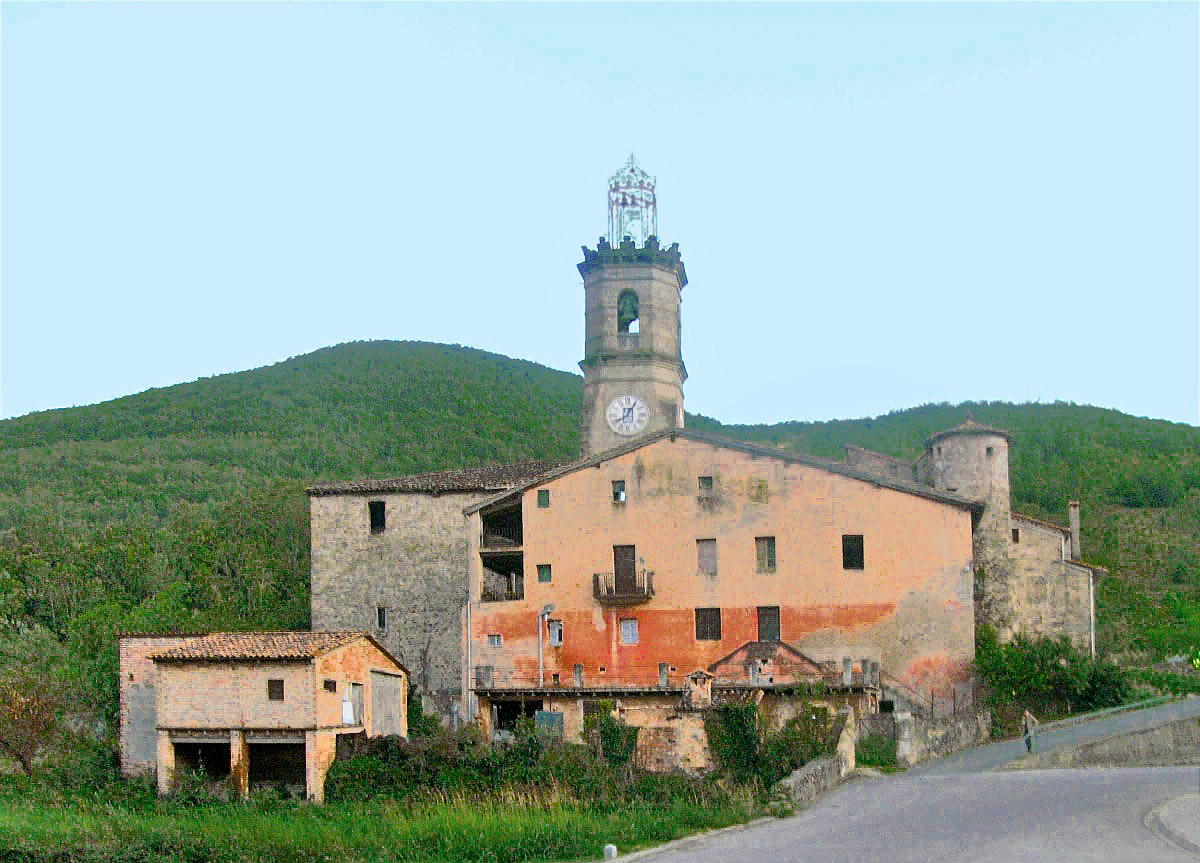
Kerk van Riudaura

Riudaura is een gemeente in de Spaanse provincie Girona in de regio Catalonië met een oppervlakte van 24 km². Riudaura telt 466 inwoners (1 januari 2016).

## Demografische ontwikkeling
Bron: INE, 1857-2011: volkstellingen